# Улица Гетмана Мазепы (Ромны)
Улица Гетмана Мазепы (укр. Вулиця Гетьмана Мазепи) — одна из улиц города Ромны Сумской области, расположенная в центральной части возле парковой зоны. Названа в честь гетмана Войска Запорожского Ивана Мазепы. Пролегает от улицы Горького до улицы Пролетарской Солидарности. Протяженность улицы 0,39 км. До переименования в 2009 году улица носила название — улица Урицкого.

## История
Название улицы именем гетмана Мазепы связано с пребыванием здесь Ивана Мазепы во времена Великой Северной войны. Осенью 1708 года, когда союзное украинско-шведское войско подошло к Ромнам, горожане предоставили для армии квартиры, запасы продовольствия, фуража, оружия и пороха. В течение ноября-декабря 1708 года здесь находилась официальная штаб-квартира короля Карла ХІІ. Впоследствии, за оказанную помощь Мазепе и Карлу ХІІ, жители города Ромны были вырезаны московскими войсками, которые 18 декабря 1708 года захватили город.

## Фото Улицы Гетмана Мазепы в Ромнах
- Панорама Улицы Гетмана Мазепы в Ромнах
- Вид на парковую зону Улицы Гетмана Мазепы в Ромнах
- Улица Гетмана Мазепы в Ромнах
- Дом на Улице Гетмана Мазепы в Ромнах